# Butte

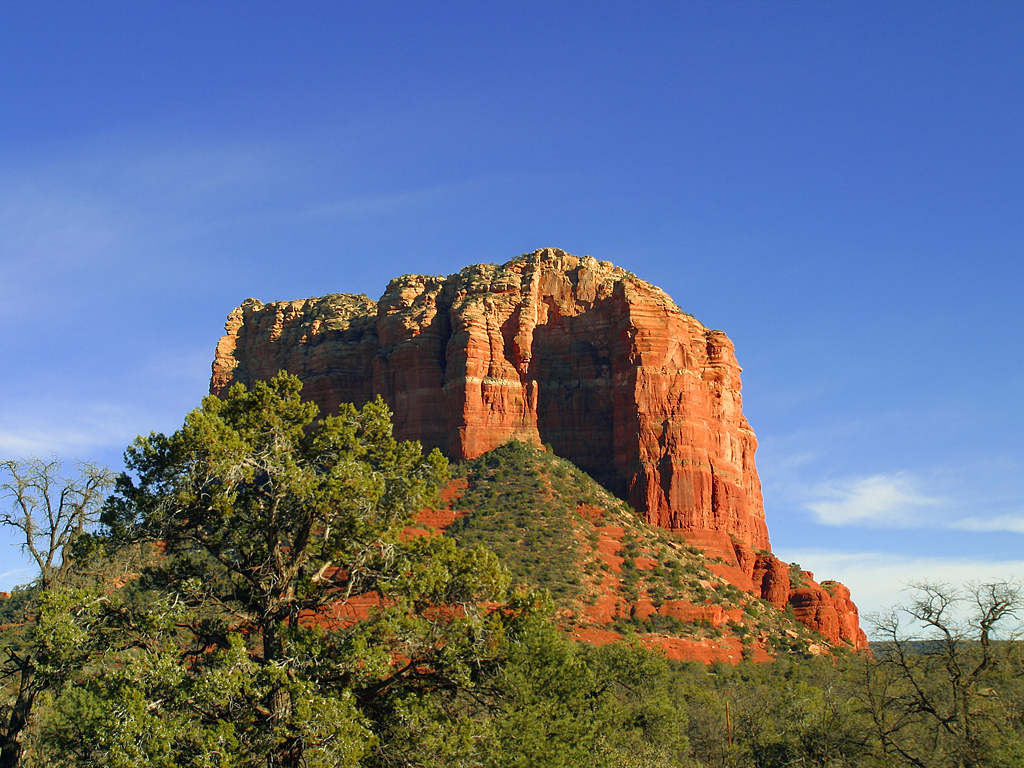
Butte vicino a Sedona, Arizona

Per butte (pronuncia inglese [bjuːt], francese [byt]) si intende un monte o una collina isolata, dai lati fortemente inclinati e dalla cima piatta, più piccola rispetto a una mesa e a un plateau.

## Presenza
I butte sono situati principalmente negli Stati Uniti d'America occidentali e sulle isole Hawaii, nei pressi di Honolulu. Sono presenti anche in Sardegna sotto il nome di tacco.

## Etimologia
La parola butte è un neologismo di origine francese che significa "piccola collina".